# كريكيت الكويت
اتحاد الكريكيت الكويتي هو الهيئة الرسمية المُنظِّمة للعبة الكريكيت في الكويت. وهو عضو منتسب في المجلس الدولي للكريكيت، وعضو كامل العضوية في المجلس الآسيوي للكريكيت، ومنتسب إلى اللجنة الأولمبية الكويتية. تأسس الاتحاد عام 1996.

## تاريخ لعبة الكريكيت في الكويت
- 1946: لعبت لعبة الكريكيت لأول مرة في ماجوا بين موظفي شركة النفط وموظفي شركات المقاولات.[2]
- 1947: أسس كبار موظفي شركة نفط الكويت نادي المقوع للكريكيت. عُرف لفترة وجيزة باسم نادي الكويت للكريكيت.
- 1948: أطلق على نادي ماجو للكريكيت اسم نادي حبارى للكريكيت؛ وكان هدفه "تعزيز لعبة الكريكيت في الكويت".
- 1951: بُنيت بلدة أحمدي على يد شركتي ويمبي وماذرويل بريدج. قام المسؤولون التنفيذيون، المولعون بالكريكيت، بوضع أرضية الملعب، وانتقل نادي هوبارا إلى "الملعب البيضاوي".

افتُتح كأس ويمبي كمباراة بين فريقي حبارة والمقاولين. كانت هذه أول كأس للكريكيت في الكويت. حُوِّلت لاحقًا إلى دوري ويمبي الذي ضمّ فرقًا من خارج الأحمدي. ومع بناء كوخ من القش كجناح، أصبحت الأحمدي موطنًا للكريكيت في الكويت.
خمسينيات القرن العشرين: التجار العظماء. توسع نطاق المشاركة وكثرة البطولات، مما أدى إلى انتشار اللعبة في الكويت.
- كأس تومي تاكر بين بريطانيا العظمى ودول الكومنولث.
- في عام 1956 تم افتتاح ملعب جديد لاستيعاب الدوريات المختلفة والسلاسل والمباريات النهائية.[3]

1962: قامت شركة نفط الكويت ببناء الجناح الحالي، وبعد فترة وجيزة، تم تركيب شاشات العرض ولوحات النتائج. أعلن المدير العام، إتش إل سكوت، افتتاح الجناح الجديد.
إن وعاء نابير بول الذي تبرعت به شركة رولز رويس كان من أجل المباراة بين هوبارا واندررز وبدو هوبارا
سبعينيات القرن العشرين: ساهم فريق مالهوترا في الحصول على كأس الدوري الذي ضم الفريقين الأولين من رحيم والستة الأدنى من ويمبيز.
- تم تجديد كأس جاشنمال وتم إنشاء كأس أكتون ويلسون لمن هم تحت الأربعينيات من العمر مقابل من هم فوق الأربعينيات من العمر.

1980: أصبح إيفرغرين أول فريق بعد كاجوالز يفوز بجميع مبارياته الـ13 في دوري ويمبي.
تسعينيات القرن الماضي: جدول أعمال الكريكيت كما هو مطبق حاليًا. الدوري الكلاسيكي الممتاز، ودوري التحدي، وكأس كي بي آر سي، ودوري جي سي/ أم كي للكهرباء، ودوري كي اي سي هي الدوريات الرئيسية، وكأس ميرزا هي بطولة خروج المغلوب.
2001: حقق جاجيرا بيروسينج من فريق لانكا ليونز رقمًا قياسيًا عالميًا جديدًا بحصوله على 9 عمليات طرد خلف ويكيت نادي فيديكس للكريكيت، حيث تم إقصاء جميع لاعبي الكريكيت التسعة. 2006: تم تحويل ملعب الوحدة البيضاوية إلى عشب وتم وضع ملعب العشب الجديد المناسب.
النكهة الدولية: زارت فرق الكريكيت الكويتية قبرص بشكل منتظم وسافرت إلى إنجلترا وسويسرا والهند وباكستان بالإضافة إلى دول الخليج الأخرى.
- 1969: زار فريق توم جرافيني الحادي عشر الكويت مع كلايف لويد، باسيل دي أوليفيرا، فريدي ترومان، جلين تيرنر، جودفري إيفانز.
- 1977: زيارة طائرة الخطوط الجوية الهندية الحادية عشرة إلى الكويت مع موهيندر أمارناث وسوديندر أمارناث وغيرهما.
- 1980: قام نادي الكويت واندررز بجولة في إنجلترا وفاز بكأس روثمان متنافسًا ضد أستراليا وإنجلترا وكينيا وهولندا.
- 1986: باكستان ضد العالم الحادي عشر مع عبد القادر، رامز رجا، عمران خان، وسيم أكرم، أرجونا راناتونجا، إيان بوثام، جراهام روب ومارتن كروس.
- 1995: لعب المنتخب الهندي ضد باكستان في الكويت مع أزهر الدين، ساشين تاندولكار، رافي شاستري، سونيل جافاسكار، رامز رجا، سليم مالك، وسيم أكرم، عاقب جاويد.
- 2001: شارك منتخب الكويت تحت 19 سنة في بطولة كأس آسيا للشباب في كاتماندو نيبال.
- استضافت الكويت أول فريق كويتي تحت 13 عامًا في كأس الخليج للكريكيت، وقاده براتيش راجبال للفوز بالكأس.
- 2004: شارك منتخب الكويت الأول في كأس آسيا للكريكيت 2004 في كوالالمبور، ماليزيا. قاد رأفت خان منتخب الكويت.
- 2005: شارك منتخب الكويت الوطني الأول في بطولة كأس العالم للناشئين تحت 19 سنة التي أقيمت في كوالالمبور، ماليزيا. * شارك منتخب الكويت تحت 19 سنة في بطولة كأس آسيا للناشئين تحت 19 سنة التي أقيمت في كاتماندو، نيبال.
- 2007:.
- شارك منتخب الكويت تحت 19 سنة في بطولة كأس آسيا تحت 19 سنة (الدرجة الممتازة) التي أقيمت في كوالالمبور بماليزيا.

## الاعتراف من قبل الجمعيات الدولية
- 1996: تأسيس الاتحاد الكويتي للكريكيت.
- 1997: اللجنة الأولمبية الكويتية.
- 1998: عضو منتسب في المجلس الدولي للكريكيت.
- 1998: المجلس الآسيوي للكريكيت كعضو مشارك.
- 2005: الغرفة التجارية الدولية كعضو مشارك.
- 2006: ACC كعضو كامل العضوية.